# Diecezja San Sebastián
Diecezja San Sebastián (łac. Dioecesis Sancti Sebastiani) – diecezja Kościoła rzymskokatolickiego w Hiszpanii.